# Oops!... I Did It Again (singel)
Oops!... I Did It Again – pierwszy singel amerykańskiej piosenkarki Britney Spears z jej drugiego, studyjnego albumu o tym samym tytule Oops!... I Did It Again. Singel sprzedał się w liczbie 6 mln egzemplarzy na całym świecie.
Piosenka została napisana i skomponowana przez Maxa Martina oraz Ramiego Yacouba.

## Teledysk
Akcja teledysku rozgrywa się w kosmosie. Piosenkarka odziana jest w czerwony, lateksowy kostium. W teledysku Britney tańczy z tancerzami. Astronauta zakochuje się w Britney.

## Pozycje singla
| Notowania (2000)r.                | Peak Position |
| --------------------------------- | ------------- |
| United World Chart                | 1             |
| Australia Singles Chart           | 1             |
| Niemcy Top 40                     | 1             |
| Izrael Singles Chart              | 1             |
| Nowa Zelandia RIANZ Singles Chart | 1             |
| Norwegia Singles Chart            | 1             |
| Filipiny Chart                    | 1             |
| 30 Ton Lista Przebojów            | 1             |
| Szwecja Singles Chart             | 1             |
| Szwajcaria Singles Chart          | 1             |
| Wielka Brytania Singles Chart     | 1             |
| U.S. Billboard Top 40 Mainstream  | 1             |
| U.S. Billboard Top 40 Tracks      | 2             |
| Austria Singles Chart             | 2             |
| Niemcy Singles Chart              | 2             |
| Belgia Singles Chart              | 3             |
| Kanada Singles Chart              | 4             |
| Francja Singles Chart             | 4             |
| U.S. Billboard Hot 100            | 9             |
| Japonia „Oricon” Singles Chart    | 67            |
| Rosja Airplay Chart               | 840           |

## Certyfikaty dla singla
- 2x Platynowa płyta w Szwecji
- Platyna w Australii, Nowej Zelandii, USA
- Złoto we Francji, Niemczech, Holandii, Wielkiej Brytanii